# Kenji Arai
Kenji Arai (新井 健二 Arai Kenji?), född 19 maj 1978 i Saitama prefektur, är en japansk före detta fotbollsspelare.
Arai började sin karriär 2001 i Albirex Niigata. Efter Albirex Niigata spelade han för Albirex Niigata Singapore, Singapore Armed Forces, SC Goa, Sengkang Punggol och Home United FC. Han avslutade karriären 2012.